# Amesoeurs
Gli Amesoeurs sono stati un gruppo musicale black metal francese originario di Avignone, attivo fra il 2004 e il 2009. Il genere della band mischiava sonorità black metal cupe e desolanti con la malinconia grigia del post-punk. La formazione ha inoltre visto molti nomi illustri del nuovo filone black metal francese come Neige (Alcest, Peste Noire e Mortifera), Fursy Teyssier (Les Discrets, Alcest e Phest), la cantante Audrey Sylvain (Valfunde e Peste Noire) e il batterista Winterhalter (Alcest, Peste Noire, Phobos, Les Discrets, Hexenauge e Bahrrecht). Le tematiche affrontate dal gruppo erano la modernità, la vita urbana e la depressione.
La proposta del gruppo si è fatta conoscere con l'EP Ruines Humaines e poi con uno split assieme ai Valfunde. Il primo album è stato pubblicato nel 2009.
Sì sono esibiti in concerto solo una volta, nel 2005.
La band si è sciolta in seguito alla pubblicazione dell'album omonimo a causa dell'incapacità di concordare il proprio futuro assieme.

## Formazione

### Formazione attuale
- Neige - voce, chitarra, basso, sintetizzatore (Peste Noire, Valfunde, Mortifera, Alcest, Phest, Lantlôs, Forgotten Woods)
- Fursy Teyssier - chitarra, basso (2004-2005, 2007-2009) (Phest, Les Discrets, Alcest)
- Audrey Sylvain - voce, basso, pianoforte (Valfunde, Peste Noire)
- Winterhalter - batteria (Peste Noire, Phobos, Bahrrecht, Alcest, Les Discrets, Hexenauge)

## Discografia
Album in studio
- 2009 - Amesoeurs

EP
- 2006 - Ruines Humaines

Split
- 2007 - Valfunde/Amesoeurs